# Adolf Krebs
Adolf Krebs (* 25. April 1931 in Heidelberg; † 6. Januar 2009) war ein deutscher Chemiker und Hochschullehrer. Er befasste sich mit organischer Chemie.

## Werdegang
Adolf Krebs wurde 1931 in Heidelberg geboren. Im Jahr 1961 promovierte er bei Georg Wittig an der Universität Heidelberg. Danach arbeitete und forschte er einige Jahre an der Columbia University in New York und im Laboratorium für organische Chemie in Natick. Er habilitierte 1971 in Heidelberg. Von 1973 bis 1975 war er als außerplanmäßiger Professor an der Universität Heidelberg tätig. 1975 wechselte er an die Universität Hamburg, an der er als Professor bis 1984 tätig war, ab 1983 auch als Leiter des Fachbereichs Chemie. In Anerkennung seiner Arbeit auf dem Gebiet der organischen Chemie wurde ihm von der Universität St. Petersburg der Titel eines Professor h. c. verliehen. 
Krebs starb am 6. Januar 2009.